# Clateo
Clateo (... – 4 giugno 64) è stato un vescovo romano.
Fu uno tra i primi vescovi di Brescia, venne martirizzato durante la persecuzione di Nerone.